# Šećerna repa
Šećerna repa (lat. Beta vulgaris subsp. vulgaris var. altissima) industrijska je biljka iz porodice Štirovki koja se uzgaja radi proizvodnje šećera, zbog visoke koncentracije saharoze u njezinom zadebljanom korijenu.
Europska unija, Sjedinjene Američke Države i Rusija su najveći proizvođački šećerne repe, a Europska unija i Ukrajina su veliki izvoznici. Iz šećerne repe se dobije 16% svjetske proizvodnje šećera.